# ماثيو لوي
ماثيو لوي (بالإنجليزية: Matthew Lowe)‏ (20 أكتوبر 1990 بستوك أون ترينت في المملكة المتحدة - ) هو لاعب كرة قدم بريطاني في مركز الدفاع. لعب مع ماكليسفيلد تاون وNantwich Town F.C. ‏ ونادي كيدرمينستر هاريرز لكرة القدم.

## وصلات خارجية
- ماثيو لوي على موقع قاعدة بيانات كرة القدم.إي يو (الإنجليزية)
- ماثيو لوي على موقع Soccerbase.com (لاعب) (الإنجليزية)